# Kleinzähniger Flughund

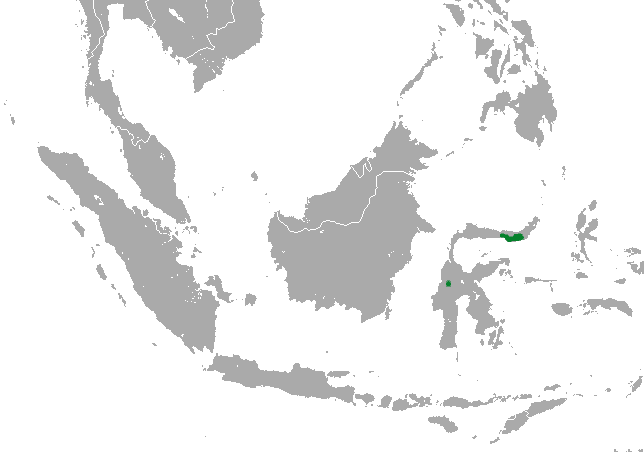
Verbreitungsgebiet (grün markiert).

Der Kleinzähnige Flughund (Neopteryx frosti) ist ein auf Sulawesi vorkommender Flughund und die einzige Art ihrer Gattung.
Das Verbreitungsgebiet dieses Tieres besteht aus zwei voneinander getrennten Regionen auf Sulawesi, die erste auf der nördlichen Halbinsel und die zweite im zentralen Teil Sulawesis. Als Habitat dienen Wälder in hügeligen Gelände oder in bis 1000 Meter hohen Gebirgen.
Der Kleinzähnige Flughund erreicht eine Kopf-Rumpf-Länge von etwa 10 cm und ein Gewicht von 190 bis 250 g. Wie bei anderen Arten aus der Gruppe Eigentliche Flughunde fehlt der Schwanz. Das Fell hat eine bräunliche Farbe und wollige Haare an der Schulter erinnern an einen Mantel. Kennzeichnend sind drei kremweiße Streifen im Gesicht. Die Vorderarmlänge, welche die Flügelspannweite bestimmt, beträgt etwa 11 cm. Wie seine nahen Verwandten hat Neopteryx frosti eine gut entwickelte Kralle am Daumen, aber keine Kralle am Zeigefinger. Aufgrund verkleinerter Eckzähne erhielt die Art im Englischen den Namen small-toothed fruit bat.
Die Lebensweise ist so gut wie unbekannt.
Waldrodungen stellen die größte Bedrohung dar und in geringem Maße wird dieser Flughund von Menschen gejagt. Die IUCN listet die Art deshalb als stark gefährdet (Endangered).

## Referenzliteratur
- Ronald M. Nowak: Walker’s Mammals of the World. Johns Hopkins University Press, Baltimore/London 1999.